# So n'Albertí
So n'Albertí és una possessió del terme de Llucmajor, Mallorca, confronta amb les possessions de Son Mateu i Son Coll, i amb el camí de Llucmajor a Cala Pi. Antigament era denominada Torre de So n'Albertí.

## Construccions
Les cases de la possessió, situades a la vora del Camí de Cala Pi, són de les anomenades cases fortes, de planta rectangular. Ja apareix documentada en el segle xv en el contracte de lloguer de la Torre de Son Albertí per part de Tomassa, vídua de Pere Albertí, donzell, amb data de 1478. El terrat que antigament tenia degué caure. El portal que dona accés a la casa és d'arc de mig punt. Actualment consta de dues plantes. De la planta baixa, des del costat dret del portal d'entrada, arranca una escala voltada gòtica de marès que condueix a la planta superior. A mà esquerra d'aquest portal, hi ha un petit recinte, avui tapiat, que antigament era usat com a capella. Davant per davant del portal n'hi ha un altre de traça diferent pel qual se surt a una clastra. La cambra de dalt ha sofert diverses modificacions. De la fàbrica original, resten dues finestres d'arc de mig punt a la façana posterior, i dues grans finestres amb festejadors, a la façana principal. A continuació l'escala gòtica arranca una escala helicoidal, interrompuda al tram final, per una teulada d'un sol aiguavés, construït quan va caure el terrat de la torre. A la façana de les cases hi ha un rellotge de sol.

## Flora
A So n'Albertí hi ha diversos exemplars d'una varietat única de pi blanc, que és considerat un endemisme de les Illes Balears, el Pinus halepensis var. ceciliae o pi d'en Llorens, amb totes les branques i fulles dirigides cap a dalt (com un xiprer de cementiri), descobert el 1972 pels botànics mallorquins Antoni i Lleonard Llorens.